# Frederic Bartlett
Frederic Charles Bartlett (Stow-on-the-Wold, 20 de octubre de 1886 — Cambridge, 30 de septiembre de 1969) fue un psicólogo británico. Fue el primer profesor de psicología experimental de la Universidad de Cambridge, de 1931 a 1951. Valorado históricamente como precursor de la Psicología cognitiva contemporánea.

## Biografía
Fue catedrático de psicología y director del laboratorio psicológico en la Universidad de Cambridge, en la que destacó por orientar la investigación psicológica hacia situaciones de la vida real, particularmente por sus investigaciones tempranas sobre la memoria humana, que dieron lugar a la publicación en 1932 de la obra Remembering: An experimental and social study (El recuerdo: Estudio experimental y social). Un cuarto de siglo después de su estudio sobre el proceso de la memoria abrió el estudio del proceso cognitivo del pensamiento, publicado en la obra El pensamiento: Estudio experimental y social, considerando el pensamiento como una habilidad de alto nivel mental de carácter social. 

## Teorías psicológicas
La «Teoría de la memoria» de la mente, caracterizada por sostener que el recuerdo, al igual que el pensamiento, más que procesos mentales productivos, son realmente procesos reconstructivos, dado que en ellos invierten sobre todo "esquemas" mentales del sujeto, más que los datos concretos que se intentan recordar o sobre los que se piensa, junto a otros factores como el bagaje cultural del sujeto, sus intereses sociales y emocionales.

## Libros
- Exercises in logic (Clive, London, 1922)
- Psychology and primitive culture (Cambridge University Press, Cambridge, 1923)
- Psychology and the soldier (Cambridge University Press, Cambridge, 1927)
- Remembering (Cambridge University Press, Cambridge, 1932)
- The problem of noise (Cambridge University Press, Cambridge, 1934)
- Political propaganda (Cambridge University Press, Cambridge, 1940)
- Religion as experience, belief, action (Cumberledge, London, 1950)
- The mind at work and play (Allen and Unwin, London, 1951)
- Thinking (Allen and Unwin, 1958)

- Datos: Q471927